# Natació als Jocs Olímpics d'estiu de 1920 - 100 metres esquena masculins
Els 100 metres esquena masculins va ser una de les deu proves de natació que es disputaren als Jocs Olímpics d'Anvers de 1920. Aquesta era la quarta vegada que es disputava aquesta prova en uns Jocs. La competició es disputà entre el 22 i el 23 d'agost de 1920. Hi van prendre part 12 nedadores procedents de 6 països.

## Medallistes
| Or                   | Plata             | Bronze             |
| Warren Kealoha (USA) | Ray Kegeris (USA) | Gérard Blitz (BEL) |

## Rècords
Aquests eren els rècords del món i olímpic que hi havia abans de la celebració dels Jocs Olímpics de 1920.
| Rècord del Món | 1:15.6 | Otto Fahr    | Magdeburg (GER) | 29 d'abril de 1912   |
| Rècord Olímpic | 1:20.8 | Harry Hebner | Estocolm (SWE)  | 10 de juliol de 1912 |

En la primera semifinal Ray Kegeris millorà el rècord olímpic amb un temps de 1:17.8 minuts. En la segona semifinal Warren Kealoha va establir un nou rècord del món amb 1:14.8 minuts.

## Resultats

### Semifinals
Es va disputar el 22 d'agost de 1920. Els dos primers de cada sèrie i el millor tercer passen a la final.
Semifinal 1
| Posició | Nedador                | Temps  | Qual. |
| ------- | ---------------------- | ------ | ----- |
| 1       | Ray Kegeris (USA)      | 1:17.8 | Q OR  |
| 2       | Harold Kruger (USA)    | 1:19.0 | Q     |
| 3       | Gaspard Lemaire (BEL)  | 1:28.0 |       |
| 4       | Asbjørn Wang (NOR)     | 1:28.2 |       |
| 5       | Henri Matter (FRA)     |        |       |
| 6       | George Robertson (GBR) |        |       |

Semifinal 2
| Posició | Nedador                 | Temps  | Qual. |
| ------- | ----------------------- | ------ | ----- |
| 1       | Warren Kealoha (USA)    | 1:14.8 | Q WR  |
| 2       | Gérard Blitz (BEL)      | 1:18.6 | Q     |
| 3       | Perry McGillivray (USA) | 1:20.4 | q     |
| 4       | Per Holmström (SWE)     | 1:26.0 |       |
| 5       | George Webster (GBR)    |        |       |
| 6       | Daniel Lehu (FRA)       |        |       |

### Final
Es va disputar el 23 d'agost de 1920.
| Posició | Nedador                 | Temps  |
| ------- | ----------------------- | ------ |
| 1       | Warren Kealoha (USA)    | 1:15.2 |
| 2       | Ray Kegeris (USA)       | 1:16.8 |
| 3       | Gérard Blitz (BEL)      | 1:19.0 |
| 4       | Perry McGillivray (USA) | 1:19.4 |
| 5       | Harold Kruger (USA)     |        |